# 卡布雷拉冰原島峰
75°46′S 128°12′W / 75.767°S 128.200°W
卡布雷拉冰原島峰（英語：Cabrera Nunatak）是南極洲的冰原島峰，位於瑪麗伯德地，處於普茨克峰東北面12公里，屬於麥庫丁山脈的一部分，美國地質調查局根據測量和該國海軍的空中照片繪入地圖，現時由南極條約體系管理。